# جنبش مقاومت اسلامی نجباء
جنبش مقاومت اسلامی نُجَباء (عربی: حركة حزب‌الله النجباء، آوانگاری: Ḥaraka Ḥizballāh an-Nujabā’)، یکی از گروه‌های شبه‌نظامی تشکیل دهنده حشد شعبی عراق است. هسته مرکز این جنبش از سال ۲۰۰۴ در بغداد شکل گرفت، در سال ۲۰۱۳ به‌طور علنی اعلام شد و تا اکنون با همین نام در صحنه سیاسی عراق حضور دارد. شیخ اکرم الکعبی در حال حاضر دبیرکل این جنبش است. گروه نجباء در عراق و سوریه فعالیت نظامی دارد. نیروهای نجبا در شهر قم نیز حضور داشتند. در آوریل ۲۰۲۵، گروه حرکة حزب‌الله النجباء، به‌همراه گروه‌های کتائب حزب‌الله، کتائب سیدالشهدا و انصارالله الاوفیاء، آمادگی خود را برای خلع سلاح، در تحت فشار آمریکا اعلام کرد.
این گروه که مرکز آن در عراق است، خود را در دسته جریان‌های وابسته به مقاومت اسلامی در منطقه می‌داند، به اصول اسلامی و ارزش‌های آن باور داشته، معتقد به حاکمیت مطلق اسلام بوده و با هدف دفاع از تمامیت ارضی، صیانت از حرم‌های اهل‌بیت و حفاظت از حریم مردم تشکیل شده است.

## وجه تسمیه
نام این گروه از خطبه زینب کبری در شام، الهام گرفته شده که در آن آمده است: «... ألا فالعجب کل العجب لقتل حزب‌الله النُجَباء بحزب الشیطان الطلقاء…» که کامل آن «حرکة حزب‌الله النُجَباء» می‌باشد و در اکثر رسانه‌های مخصوصاً انگلیسی زبان دنیا به "حزب‌الله النجبا" شهرت یافته است.

## پیدایش
هسته مرکزی گروه مقاومت اسلامی نجبا در سال ۲۰۰۴ میلادی در عراق شکل گرفت. در آن زمان این یک جنبش مقاومت ساده‌ای بود که اندک اندک گسترش یافت و اکنون تعداد نیروهای عضو این جنبش شامل ده‌ها هزار رزمنده در کشورهای مختلف دنیا تخمین زده می‌شود. در سال ۲۰۱۳، شیخ اکرم الکعبی به‌طور رسمی تشکیل این جنبش را رسانه ای و اعلام کرد. به گفته او، پس از یک دوره عدم فعالیت مسلحانه، جنگ داخلی سوریه، او را به تشکیل این جنبش واداشت. الکعبی انشعاب از عصائب اهل الحق را رد کرد و گفت به دلیل پاره ای از اختلافات تشکیل گروه جدید را برگزیده است ولی جنبش نجبا همچنان رابطه نزدیکی با گروه عصائب اهل حق دارد و گاهی نیز هر دو گروه یادواره شهدای خود را به‌طور مشترک برگزار می‌کنند.

## فعالیت‌های فرهنگی
علاوه بر جنبه‌های نظامی، حرکت نجبا در مسائل فرهنگی و اجتماعی نیز وارد شده و فعالیت‌هایی داشته است. فعالیت‌های رسانه ای، تولید محصولات چند رسانه ای و نیز کمک رسانی اجتماعی به شهروندان نیازمند مساعدت، از این قبیل فعالیت‌هاست.

## رهبران
اولین دبیرکل نجبا، یک روحانی عراقی به نام شیخ اکرم الکعبی است که از بدو تأسیس تا اکنون، رهبری این جنبش را بر عهده دارد. از زندگی شخصی اکرم الکعبی اطلاعات زیادی در دسترس نیست ولی گفته می‌شود که او پیش از این مسئولیت‌های متعدد جهادی داشته است و توانست با جذب نیروهای آموزش دیده عراقی که از سال‌های قبل و بعد از سقوط «صدام حسین»، دیکتاتور عراق، سوابق مبارزه فراوانی داشتند- تشکیلات نظامی نجبا را تأسیس نماید.

## قرار داده شدن در فهرست گروه‌های تروریستی
در تاریخ ۲۶ شهریور ۱۳۸۷ (۱۶ سپتامبر ۲۰۰۸)، وزارت خزانه‌داری ایالات متحده آمریکا تحت دستور اجرایی به‌شماره ۱۳۴۳۸، شیخ اکرم الکعبی را در لیست سیاه و تحت پیگرد قرار داد. مجدداً، ۹ سال بعد از این در تاریخ ۱۳ آبان ۱۳۹۶ (۴ نوامبر ۲۰۱۷)، لایحه تحریمی مقاومت اسلامی نُجَباء به شماره «H. R. ۴۲۳۸» از سوی سناتور جمهوری‌خواه تد پو، نماینده از حوزه انتخابیه دوم تگزاس به مجلس نمایندگان آمریکا تقدیم شد.

## رابطه با ایران
جنبش نجبا در زمینه آموزش و سلاح و خدمات مستشاری از کمک‌های جمهوری اسلامی ایران استفاده می‌کند.
این گروه سرودی منتشر کرد که در آن از قاسم سلیمانی فرمانده سپاه قدس ایران، تمجید کرد.
این گروه یکی از اولین گروه‌های عراقی بود که نیروهای خود را به سوریه اعزام کرد. این نیروها در برخی عملیات‌های مهم مانند آزادسازی حلب، رفع محاصره نبل و الزهرا نقش ایفا کردند.
شیخ اکرم الکعبی در مصاحبه ای با خبرگزاری فارس مدعی شد که قاسم سلیمانی، مؤسس حقیقی جنبش مقاومت اسلامی نُجَباء بوده است.

## سازماندهی نظامی
بنا بر اعلام جنبش نجبا، این جنبش پس از فتوای سید علی سیستانی مبنی بر جهاد کفایی در عراق، در قالب دو تیپ و در چارچوب تشکیلات حشد شعبی در عراق به فعالیت می‌پردازد. این حرکت همچنین دو تیپ نیز در سوریه استقرار دارند که با گروهای تکفیری مخالف دولت سوریه، مبارزه می‌کنند.
در معرفی این حرکت اینگونه آمده است که همچنین یک نیروی مخصوص واکنش سریع نیز در این تشکیلات وجود دارد که نیروهای آن تحت آموزش انواع دوره‌های حرفه‌ای و فوق حرفه‌ای قرار گرفته‌اند.

## تمایل به خلع سلاح
در آوریل ۲۰۲۵، گروه حرکة حزب‌الله النجباء، به همراه گروه‌های کتائب حزب‌الله، کتائب سیدالشهدا و انصارالله الاوفیاء، آمادگی خود را برای خلع سلاح اعلام کردند که این تلاشی، برای جلوگیری از اقدام احتمالی نظامی ایالات متحده علیه آن‌ها بود. این تغییر موضع، در پی هشدارهای محرمانه‌ از سوی ایالات متحده به دولت عراق صورت گرفت که در آن، نسبت به ادامه فعالیت‌های شبه‌نظامی و احتمال وقوع حملات هوایی هشدار داده شده بود. به گفته منابع سیاسی عراقی، نخست‌وزیر محمد شیاع السودانی، مذاکرات پیشرفته‌ای با رهبران کلیدی این گروه‌ها انجام داده که به توافقهای اولیه، برای کاهش حضور نظامی آن‌ها منجر شده است.

## شرکت در عملیات‌ها
به گفته وبسایت نجبا، این گروه در علمیات‌های زیر شرکت کرده است:

### در عراق
جرف الصخر، بیجی، تکریت، آمرلی، جبال مکحول، اسحاقی، نباعی، الحویش، فلوجه، موصل قدیم، موصل جدید، تلعفر، صفر مرزی عراق با سوریه، سامراء و ….

### در سوریه
العیس، السفیرة، الراشدین، شیخ سعید، شیخ مقصود، تل شعیب، النیرب، ترکان، کفر حمرة، اللیرمون، حردتین، الملاح، نبل والزهراء، خان طومان، القصیر، سابقیه، الحاضر، زیتان، برنة، شیخ نجار، قلعجیة، خلصة، خالدیة، بانص، عبطین، وضیحی، قراصی، صحرای بادیه مثلث مرزی عراق-سوریه-اردن، لاذقیه، تدمر و ….

### حمله موشکی به بندر ایلات در اسراییل
در ۲۳ آبان ۱۴۰۲ این گروه حمله موشکی به بندر ایلات در اسراییل داشت. موشک‌ها از پدافند هوایی اردن، عربستان و اسرائیل عبور کردند.